# Shey
Shey é uma aldeia do Ladaque, noroeste da Índia. Pertence ao distrito de Lé, ao bloco de Thiksey e ao tehsil de Lé. Em 2011 tinha 2 238 habitantes, 47,2% do sexo masculino e 52,8% do sexo feminino.
A aldeia situa-se na parte superior do vale do Indo, a cerca de 3 250 metros de altitude, 13 km a sudeste de Lé e 27 km a noroeste de Hemis (distâncias por estrada). Shey é conhecida pelo complexo do palácio e mosteiro de Shey, construído em 1655 pelo rei do Ladaque Deldan Namgyal (também conhecido como Lhachen Palgyigon), quando Shey era a capital do reino. O mosteiro tem a maior estátua dourada de Buda do Ladaque.[carece de fontes?]
Desde 1997 que todos os anos em junho se realiza em Shey, nas margens do rio Indo, o Festival Sindhu Darshan, que promove a harmonia religiosa e a glória do rio Indo (também chamado rio Sindu) como símbolo da harmonia e unidade da Índia. O festival atrai milhares de visitantes à cidade, vindos de toda a Índia e também do estrangeiro.

## História
Embora haja alguns indícios de que os chineses conheciam a rota comercial através do Ladaque para a Índia pelo menos desde o período Cuchana (séculos I a IV d.C.) e certamente durante a Dinastia Tang (séculos VII-IX d.C.), pouco se sabe de concreto sobre a história da região antes da formação do reino em finais do século X pelo príncipe tibetano Skyid lde nyima gon (ou Nyima gon), um neto do imperador antibudista Ü Dumtsen (Langdarma) (r. c.  838–841), que conquistou o Tibete Ocidental apesar de originalmente o seu exército ter apenas 300 homens. Diz-se que Nyima gon fundou várias cidades e castelos e aparentemente foi ele quem mandou construir as principais esculturas de Shey. Numa inscrição ele diz que as fez para o benefício religioso de Tsanpo (o nome dinástico do seu pai e seus antepassados) e de todo o povo de Ngaris (Tibete Ocidental), o que demonstra que nessa geração a oposição de Langdarma ao budismo já tinha desaparecido.